# Мост на дружбата (Макао - Тайпа)
Вижте пояснителната страница за други значения на Мост на дружбата.
Мостът на дружбата между Макао и Тайпа (на португалски: Ponte de Amizade; на китайски: 友誼大橋, също и 新澳氹大橋) е вторият мост между полуостров Макао и остров Тайпа (в землището на гр. Макао).
Изграждането на моста започва през 1990 г. Отворен е за движение през март 1994 г.
Мостът има обща дължина 4700 м, от които 800 м са виадукти. Ширината на моста е 18 м, разполага с 4 платна – по 2 във всяка от насрещните посоки на движение.
За улесняване на движението на големи плавателни съдове под моста са изградени 2 хребета с 30 м височина над морското равнище. Те са непосредствено до двата входа на пристанището на Макао.